# Комплекс зданий Студенческого городка Политехнического института
Комплекс зданий Студенческого городка Политехнического института — памятник архитектуры. Расположен в Санкт-Петербурге, современный адрес домов — Лесной проспект, 65 корпуса 1, 2, 3; Парголовская улица, 11 корпуса 1, 2; улица Капитана Воронина, 11, 13, 13Б, 13В; улица Харченко, 16; Кантемировская улица.
Комплекс из семи пятиэтажных комнатных общежитий, фабрики-кухни, клуба, детского сада и механической прачечной построен в 1930—1933 годах по проекту С. Е. Бровцева, А. В. Петрова, М. Д. Фельгера и К. В. Сахновского. Здания уступчатые, стоят зеркально симметрично. По продольной оси комплекса стоят трёхпролётные проезды. Окна чаще горизонтальные, также используется имитация ленточного остекления. У двух дворовых зданий лестницы расположены в закруглённых выступах. У фабрики-кухни остеклён весь верхний этаж (в котором размещалась столовая), отмечается, что его состояние «сравнительно неплохое, несмотря на то, что его реконструкция далека от стандартов научной реставрации».
Композиция городка игнорирует Кантемировскую улицу, застроенную позднее создания комплекса.